# کلیسای آده
کلیسای آده مربوط به دوره قاجار است و در شهرستان اورمیه، بخش مرکزی، روستای آده واقع شده و این اثر در تاریخ ۱۲ بهمن ۱۳۸۱ با شمارهٔ ثبت ۷۳۸۸ به‌عنوان یکی از آثار ملی ایران به ثبت رسیده است.